# سلاح مشاة البحرية الملكية التايلاندية

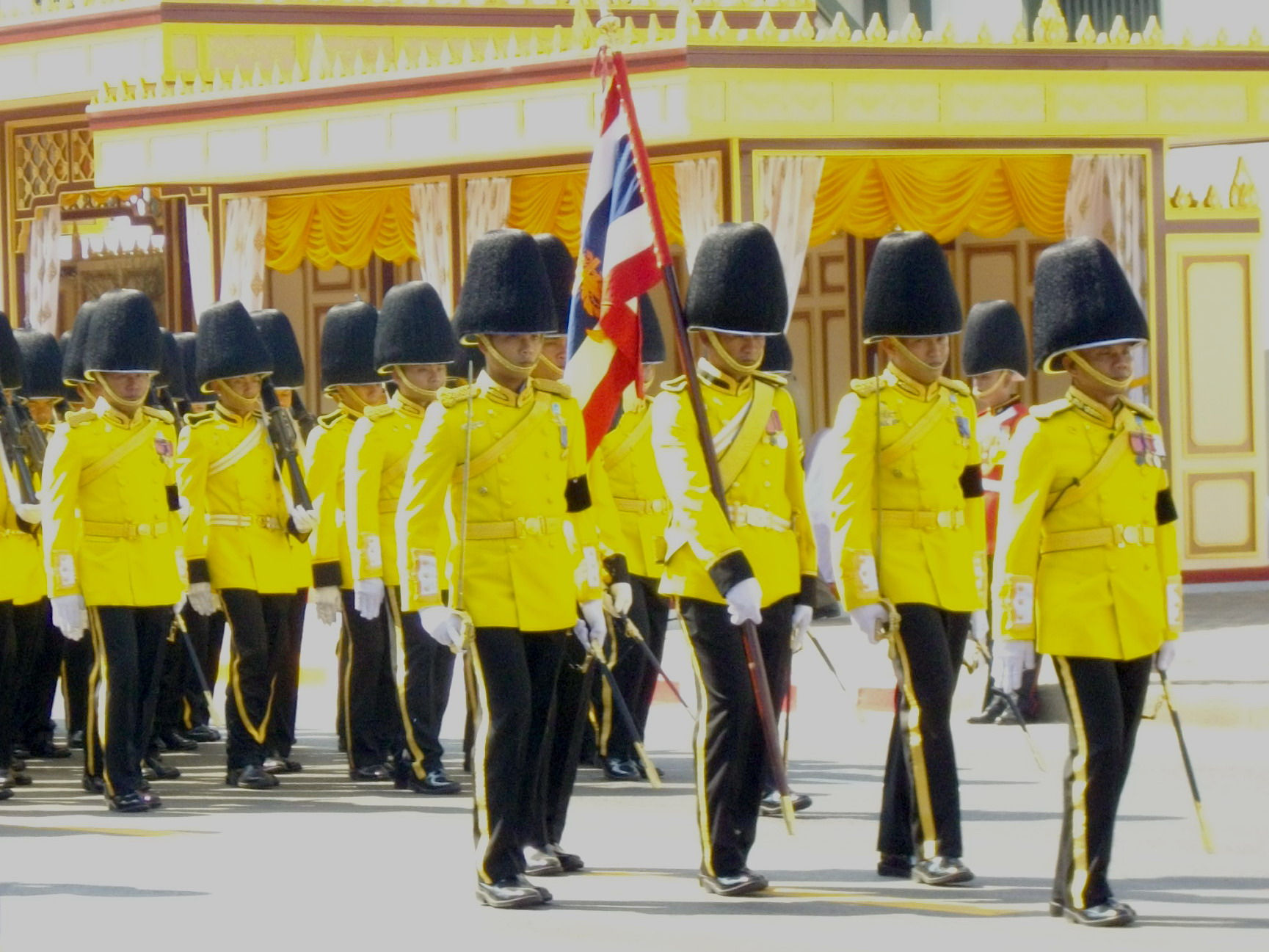
مشاة البحرية في اللباس الكامل

مشاة البحرية التايلاندية الملكية ((بالتايلندية: นาวิกโยธินแห่งราชอาณาจักรไทย)) هي مشاة بحرية تابعة لقوات البحرية الملكية التايلاندية تأسست في عام 1932 تم تشكيل الكتيبة الأولى بالمساعدة من مشاة البحرية الأمريكية. شارك السلاح المشاة في 1940 في حرب ضد العصابات الشيوعية .

## التنظيم
- مقر شعبة RTMC
- 3 افواج مشاة بحرية مع 9 كتائب بحرية (كتيبة واحدة تكون لحرس الملك)،
- فوج واحد مدفعية بحرية مع 3 كتائب مدفعية بحرية مع كتيبة مضادة لطيران
- كتيبة واحدة هجومية
- كتيبة واحدة استطلاعية

## المعدات

### المركبات القتالية المدرعة
| الاسم      | نوع                        | كمية | الصانع           | ملاحظة |
| ---------- | -------------------------- | ---- | ---------------- | ------ |
| AAV-7A1    | Armoured personnel carrier | 36   | الولايات المتحدة |        |
| بي تي أر-3 | Armoured personnel carrier | 12   | أوكرانيا         |        |
| عربة V-15  | سيارة مصفحة (عسكرية)       | 70   | الولايات المتحدة |        |

### مدفعية الميدان
| الاسم                    | نوع                   | كمية | الصانع           | ملاحظة |
| ------------------------ | --------------------- | ---- | ---------------- | ------ |
| هاوتزر عيار 155 مم xm777 | 155 mm towed howitzer | 15   | المملكة المتحدة  |        |
| LG1 Mk II ‏               | 105 mm towed howitzer | 6    | فرنسا            |        |
| M101                     | 105 mm towed howitzer | 30   | الولايات المتحدة |        |
| GC-45 howitzer           | 155 mm towed howitzer | 24   | النمسا           |        |
| GH N-45 A1 APU howitzer  | 155 mm towed howitzer | 12   | النمسا           |        |

## وصلات خارجية
- «معلومات اللغة الإنجليزية» في مشاة البحرية الملكية التايلاندية